# Izbucul Mătișești
Izbucul Mătișești (monument al naturii) este o arie protejată de interes național ce corespunde categoriei a III-a IUCN (rezervație naturală de tip geologic, speologic și botanic), situată în vestul Transilvaniei, pe teritoriul județului Alba.

## Localizare
Aria naturală aflată în partea estică a Munților Bihorului (la o altitudine de 1.100 m, în zona de izvorâre a Râului Albac), în extremitatea nord-vestică a județului Alba, pe teritoriul administrativ al comunei Horea, satul Mătișești. 

## Descriere
Rezervația naturală a fost declarată arie protejată prin Legea Nr.5 din 6 martie 2000, publicată în Monitorul Oficial al României, Nr.152 din 12 aprilie 2000, privind aprobarea Planului de amenajare a teritoriului național - Secțiunea a III-a - zone protejate și are o suprafață de 1 ha.

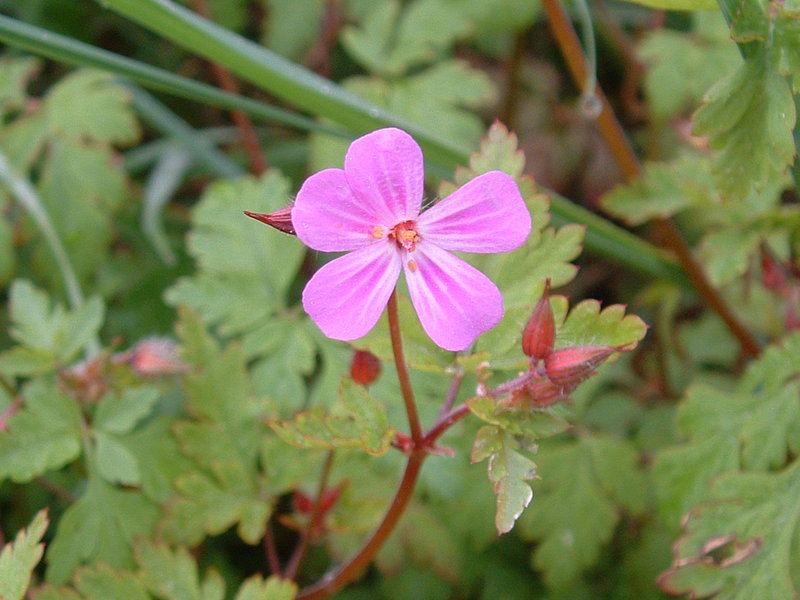
Năprasnic (Geranium robertianum)

Aria protejată este inclusă în Parcul Natural Apuseni și reprezintă o zonă montană de interes speologic (fenomene carstice), geologic (calcare negre stratificate, atribuite triasicului mediu în asociere cu straturi de argilă) și botanic.  Aceasta se suprapune ariei de protecție specială avifaunistică - Munții Apuseni - Vlădeasa.
Vegetație arboricolă este alcătuită din păduri de foioase în amestec cu specii de conifere. 
La nivelul ierburilor este semnalată prezența mai multor rarități floristice; printre care: clopoțel de munte (Campanula alpina), vinariță (Asperula odorata), năprasnic (Geranium robertianum), rușuliță (Hieracium aurantiacum) sau colțișor (Dentaria bulbifera).